# Yokosuka MXY5
Yokosuka MXY-5 là một loại tàu lượn quân sự của Nhật Bản, chế tạo cho Hải quân Đế quốc Nhật Bản trong Chiến tranh thế giới II.

## Tính năng kỹ chiến thuật
Dữ liệu lấy từ Oblicza Historii
Đặc điểm tổng quát
- Kíp lái: 2
- Sức chứa: 11 lính hoặc 1.000 kg (2.205 lb) hàng hóa
- Chiều dài: 13.10 m (43 ft 0 in)
- Sải cánh: 18.11 m (59 ft 5 in)
- Chiều cao: 4.00 m (13 ft 1 in)
- Trọng lượng rỗng: 1.600 kg (3.520 lb)
- Trọng lượng có tải: 2.694 kg (5.927 lb)